# My Hero
"My Hero" är en låt av det amerikanska rockbandet Foo Fighters och finns med på deras andra studioalbum The Colour and the Shape (1997). Låten släpptes som singel den 19 januari 1998. "My Hero" är skriven av Dave Grohl, Nate Mendel och Pat Smear.

## Musiker
- Dave Grohl – sång, trummor, kompgitarr
- Pat Smear – sologitarr
- Nate Mendel – elbas